# Кам'янська волость (Чигиринський повіт)
Кам'янська волость — адміністративно-територіальна одиниця Чигиринського повіту Київської губернії з центром у містечку Кам'янка.

## Історія
К квітні 1920 року містечко Кам'янка стало центром Чигиринського повіту і того ж року повіт увійшов до складу новоутвореної Кременчуцької губернії. Однак 1922 року губернію було ліквідовано і повіт знову відійшов до складу Київської губернії. Будучи повітовим центром, Кам'янка зберегла статус містечка та волосного центру. 
Станом на 1886 рік складалася з 2 поселень, 3 сільських громад. Населення — 5565 осіб (2749 чоловічої статі та 2816 — жіночої), 667 дворових господарств.
|                     | Площа, десятин | У тому числі орної, десятин |
| ------------------- | -------------- | --------------------------- |
| Сільських громад    | 2374           | 1607                        |
| Приватної власності | 9112           | 3810                        |
| Іншої власності     | 187            | 84                          |
| Загалом             | 11673          | 5501                        |

Поселення волості:
- Кам'янка — колишнє власницьке містечко при річці Тясмин за 45 верст від повітового міста, 2629 осіб, 482 двори, 2 православні церкви, синагога, єврейський молитовний будинок, училище, 2 школи, лікарня, 5 постоялих дворів, 8 постоялих будинків, 32 лавки, 2 вітряних млини, ярмарок що два тижні. За ½ версти — бурякоцукровий завод. За 1½ верст — винокурний завод з водяним млином. За 1½ версти — цегельний завод. За 2 версти — залізнична станція.
- Юрчиха  — колишнє власницьке село, 942 особи, 185 дворів, школа.

Старшинами волості були:
- 1909—1910 роках — Митрофан Іустинович Гарнага[2],[3];
- 1912—1913 роках — Василь Сергійович Онопа[4],[5];
- 1915 року — Фаддій Іванович Шкворець[6];